# Parafia Matki Bożej Anielskiej w Chicago
Parafia Matki Bożej Anielskiej w Chicago (ang. St. Mary of the Angels Parish) – parafia rzymskokatolicka położona w Chicago w stanie Illinois w Stanach Zjednoczonych.
Jest ona wieloetniczną parafią w północno-zachodniej dzielnicy Chicago, Logan Square, z mszą św. w j. polskim dla polskich imigrantów.
Parafia została poświęcona Matce Bożej Anielskiej.

## Szkoły
- St. Mary of the Angels School